# Kenema
Kenema é uma cidade da Serra Leoa, localizada em uma brecha nas colinas de Kambui, e a maior cidade da província oriental do país. É a capital do distrito de Kenema e um importante centro econômico da região, tendo uma população 200,345 no censo de 2015, sendo a terceira maior cidade de Serra Leoa.

## Economia
Kenema é uma importante cidade agrícola para o povo Mende e o centro da indústria madeireira da Serra Leoa. A produção da região de cacau, café, óleo de palma e grãos, além de móveis e entalhes em madeira são transportados principalmente por rodovias para a capital, Freetown, sendo parte das exportações do país.